# Inmunocompetencia
En inmunología, la inmunocompetencia o competencia inmune es la capacidad del cuerpo para producir una respuesta inmune normal después de la exposición a un antígeno. Por lo general, inmunocompetente se define como el opuesto de inmunodeficiente.
En referencia a los linfocitos, la inmunocompetencia significa que una célula B o una célula T está madura y puede reconocer antígenos y permitir que una persona genere una respuesta inmune. Para que los linfocitos, como las células T, se vuelvan inmunocompetentes, lo que se refiere a la capacidad de los receptores de las células de los linfocitos para reconocer moléculas de MHC, deben someterse a una selección positiva. La inmunocompetencia adaptativa está regulada por la hormona del crecimiento (GH), la prolactina (PRL) y la vasopresina (VP), hormonas secretadas por la glándula pituitaria.
Se utilizan varios métodos para evaluar la inmunocompetencia, incluida la respuesta de anticuerpos a un desafío antigénico, el tamaño de los órganos inmunes, el recuento de linfocitos y los niveles de gammaglobulina.

## Inmunocompetencia y parasitosis
El sistema inmunitario controla la infección por microorganismos patógenos (virus, bacterias, hongos y protozoos) y también la infección por helmintos.
Las respuestas inmunitarias a la infección por helmintos son insuficientes en dos aspectos: primero el sistema inmunitario es incapaz de eliminar la infección crónica y segundo la memoria inmunológica no logra proteger contra la reinfección.

## Inmunocompetencia y envejecimiento
La función inmunitaria muestra un deterioro asociado al proceso de envejecimiento, se denomina inmunosenescencia. 
Se ha descrito que esta contribuye de manera importante a la mayor morbi-mortalidad observada en los adultos mayores. 
Conforme aumenta la edad, se observa una disminución en la capacidad de autorrenovación de las células madre hematopoyéticas.

## Inmunocompetencia antitumoral
El sistema inmunitario innato (ISI) tiene la habilidad de detectar y eliminar las células malignas, en alguna de las etapas del proceso de la transformación de las células en cáncer (carcinogénesis).
Una vez reconocidos los antígenos tumorales , se produce la maduración de las células dendríticas (DC), con la cooperación de linfocitos del ISI. El éxito de la respuesta inmune en la eliminación de células neoplásicas (restauración de la homeostasis), radica en la actividad coordinada de varios efectores de la inmunidad, y en el control de la magnitud y duración de su respuesta.

## Deficiencia inmune
La inmunodeficiencia (también conocida como inmuno-incompetencia o estar inmuno-comprometido) está presente en ejemplos que incluyen:
- un recién nacido que aún no tiene un sistema inmunológico en pleno funcionamiento, pero que puede tener anticuerpos transmitidos por la madre sería un inmuno-deficiente;
- un paciente con SIDA en etapa avanzada con un sistema inmunológico fallido sería inmuno-incompetente; o
- un receptor de trasplante que toma medicamentos para que su cuerpo no rechace el órgano donado sería inmuno-comprometido.

Pueden existir casos de superposición, pero todos estos términos describen que el sistema inmunológico no funciona completamente. Los Centros para el Control y Prevención de Enfermedades (CDC) de EE. UU. recomiendan que los hogares y otros contactos cercanos de personas con inmunocompetencia alterada reciban las vacunas MMR, varicela y rotavirus de acuerdo con el calendario estándar de vacunas, además de recibir una vacuna anual contra la gripe. Todas las demás vacunas podrán administrarse a los contactos sin alterar el calendario vacunal, a excepción de la vacuna contra la viruela. Las personas con inmunocompetencia alterada no deben recibir vacunas vivas atenuadas (virales o bacterianas) y es posible que no reciban el beneficio completo de las vacunas inactivadas.

##### Inmnoterapia
La inmunoterapia es un tipo de tratamiento para estimular o reponer el sistema inmunitario (SI). Es una terapia biológica que usa sustancias producidas por el organismo. La inmunoterapia contra el cáncer utiliza al sistema inmunitario del paciente para atacar el cáncer, puede ser: terapia celular, terapia de anticuerpos y terapia de citocinas.